# ویلیام فیلدز
ویلیام فیلدز (انگلیسی: William Fields; ۶ اوت ۱۹۲۹ – ۲۰ نوامبر ۱۹۹۲) قایقران روئینگ اهل ایالات متحده آمریکا بود.